# Domenico Donzelli
Pour les articles homonymes, voir Donzelli.
Domenico Donzelli (né le 2 février 1790 à Bergame, mort le 31 mars 1873 à Bologne) est un ténor italien.

## Biographie
Représentant de l'école de ténor de Bergame, initié par Giacomo David, Donzelli fait ses débuts dans sa ville en 1808 comme deuxième ténor dans un opéra de Simon Mayr, puis s'installe à Naples en jouant de nombreux rôles, mais il se révèle pleinement au public en 1815 lorsqu'il interprète le rôle de Torvaldo dans la première représentation de l'opéra Torvaldo e Dorliska de Gioachino Rossini au Teatro Argentina de Rome, puis, l'année suivante, il fait ses débuts à La Scala avec le rôle principal dans Achille de Ferdinando Paër. Sa carrière se poursuit ensuite dans les grands théâtres italiens, à Paris entre 1825 et 1832 et à Londres, avec de nombreux rôles de Rossini (notamment Otello) et avec de nombreuses premières représentations des grands artistes lyriques contemporains.
Il se retire de la scène en 1841, en raison de la détérioration de sa voix, et revient chanter pendant une courte période en 1844 au Teatro San Carlo de Naples.

## Famille
Domenico Donzelli est marié à Antonia Dupin avec qui il a trois enfants :
- Achille, tenu aux fonts baptismaux par G. Rossini
- Rosmunda deviendra une chanteuse.
- Ulysse (né le 29 avril 1837 à Turin, mort en juin 1895 à Bologne), également porté sur les fonts baptismaux par G. Rossini, sera un pianiste, pédagogue et compositeur. Il épouse la soprano Elisa Stefanini[5].

## Carrière
Trois phases peuvent être identifiées dans la carrière artistique de Donzelli : la première, liée à ses débuts comme ténor d'opéra-comique, la seconde, plus pertinente (jusque vers 1822) en tant que chanteur de Rossini, la troisième enfin, celle pour laquelle il est le plus connu, comme le "ténor de la force". Donzelli est en fait un baryténor, peu étendu (dans la phase centrale de sa carrière, il atteint le La 440 mais seulement, évidemment, en fausset), peu versé en colorature, mais résolument puissant et avec une voix sombre, un accent décisif, une noblesse de un phrasé et un jeu d'acteur dynamique et passionné. Donzelli représente le point de transition entre le style néoclassique baryténor et le ténor romantique de force, constituant le modèle du vrai initiateur de ce nouveau type de chant.

## Créations de rôles
- Federico dans Amor dal naufragio de Giovanni Prota (ca. 1786-1843) (1810, Naples)
- Jemalden dans Il califfo di Bagdad de Manuel García (30 septembre 1813, Naples)
- Don Ramiro dans L'africano generoso de Valentino Fioravanti (2 janvier 1814, Naples)
- Lord Willis dans Il vascello d'occidente de Carafa (14 juin 1814, Naples)
- Polluce dans Castore e Polluce de Felice Alessandro Radicati (1775-1820) (27 mai 1815, Bologne)
- Torvaldo dans Torvaldo e Dorliska de Rossini (26 décembre 1815, Rome)
- Le rôle-titre dans Maometto de Winter (28 janvier 1817, Milan)
- Le rôle-titre dans Attila in Aquileia de Giuseppe Mosca (30 mai 1818, Palerme)
- Claudio dans Elisa e Claudio de Mercadante (30 octobre 1821, Milan)
- Giulio Cesare dans Cesare in Egitto de Pacini (26 décembre 1821, Rome)
- Almuzir dans Zoraida di Granata de Donizetti (28 janvier 1822, Rome)
- Gioada dans Atalia de Giovanni Simone Mayr (10 mars 1822, Naples)
- Curzio Sabino dans Anco Marzio de Stefano Pavesi (7 avril 1822, Naples)
- Clearco dans Argene e Alsindo de Pietro Generali (30 mai 1822, Naples)
- Farasmino, dans Abufar, ossia La famiglia araba de Carafa (28 juin 1823, Vienne)
- Udolfo dans Gli amici di Siracusa de Mercadante (7 février 1824, Rome)
- Cavalier Belfiore dans Il viaggio a Reims de Rossini (19 juin 1825, Paris)
- Zarete dans Il paria de Carafa (4 février 1826, Venise)
- Don Alfonso dans Caritea, regina di Spagna de Mercadante (21 février 1826, Venise)
- Pollione dans Norma de Bellini (26 décembre 1831, Milan)
- Ugo dans Ugo, conte di Parigi de Donizetti (13 mars 1832, Milan)
- Ruggiero dans Emma d'Antiochia de Mercadante (8 mars 1834, Venise)
- Le rôle-titre dans Carlo di Borgogna (it) de Pacini (21 février 1835, Venise)
- Le rôle-titre dans Erode de Mercadante (27 décembre 1835, Venise)
- Carlo dans Il bravo de Mercadante (9 mars 1839, Milan[3])
- Le rôle-titre dans Furio Camillo de Pacini (26 décembre 1839, Rome)
- Arturo dans Il Proscritto de Nicolai (13 mars 1841, Milan)
- Don Ruiz de Padilla dans Maria Padilla de Donizetti (26 décembre 1841, Milan)